# Sakpata

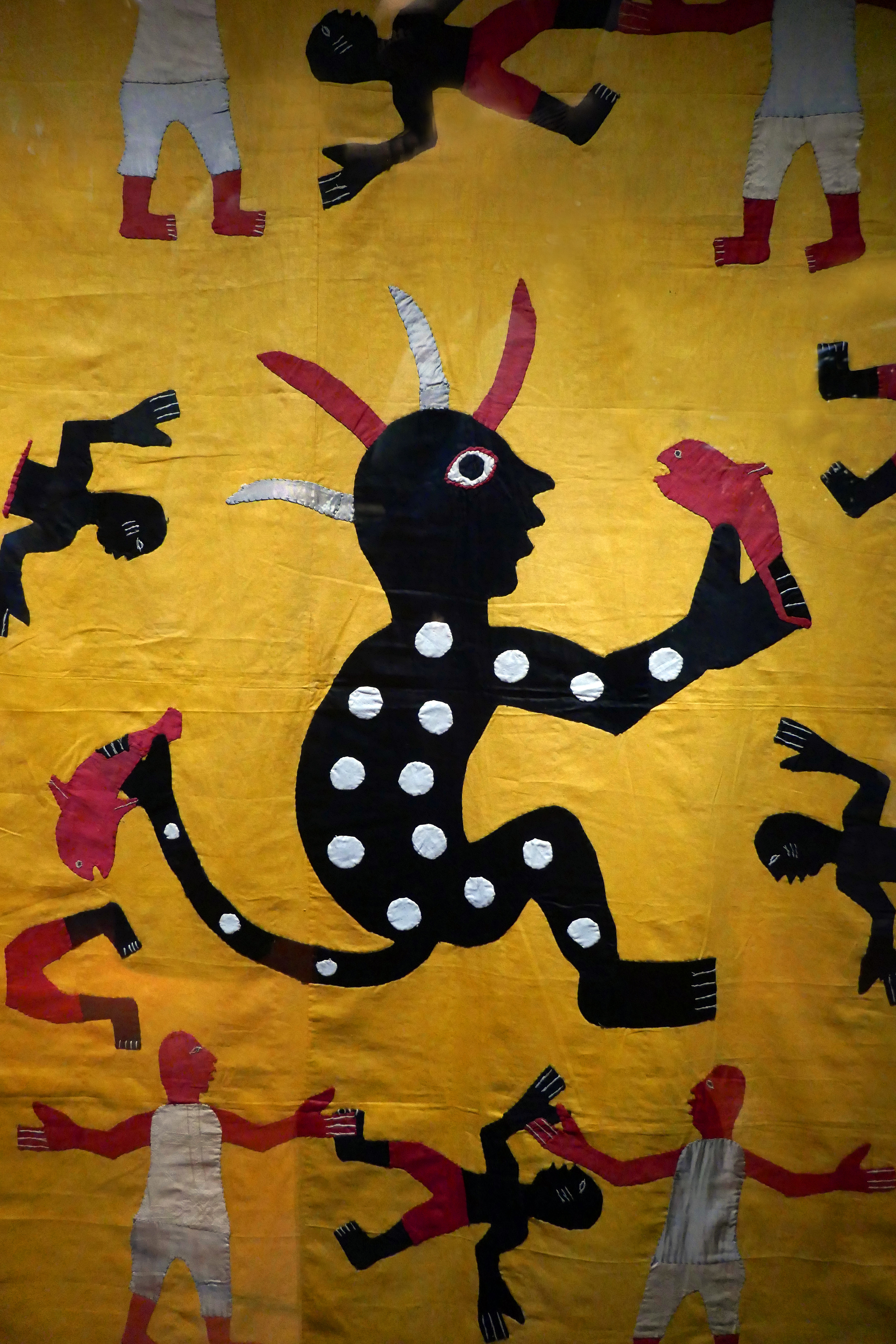
Détail d'une tenture appliquée d'Abomey avec la marque de Sakpata sur le personnage central.

Sakpata est une divinité d'origine yoruba connue dans les pays du golfe du Bénin, également au Brésil et en Haïti, comme le dieu de la variole, et plus  généralement des maladies éruptives. Au Bénin et au Togo, la mythologie vaudou en fait aussi la divinité de la terre. Cependant les deux dimensions sont liées. Quoique très redoutée, c'est l'une des figures les plus populaires du panthéon vodoun.

## Nom
D'origine nago (yoruba), le nom Sakpata comporte plusieurs variantes (par exemple Sakpatè) et différentes formes selon le contexte, telles que Shankpanan, Kpataki, que les Fon ont traduits par Sakpata et qui signifie « l'incontournable, le Suprême ». Shakpana, Shopona ou Shoponno sont utilisés en pays yoruba au Nigeria.

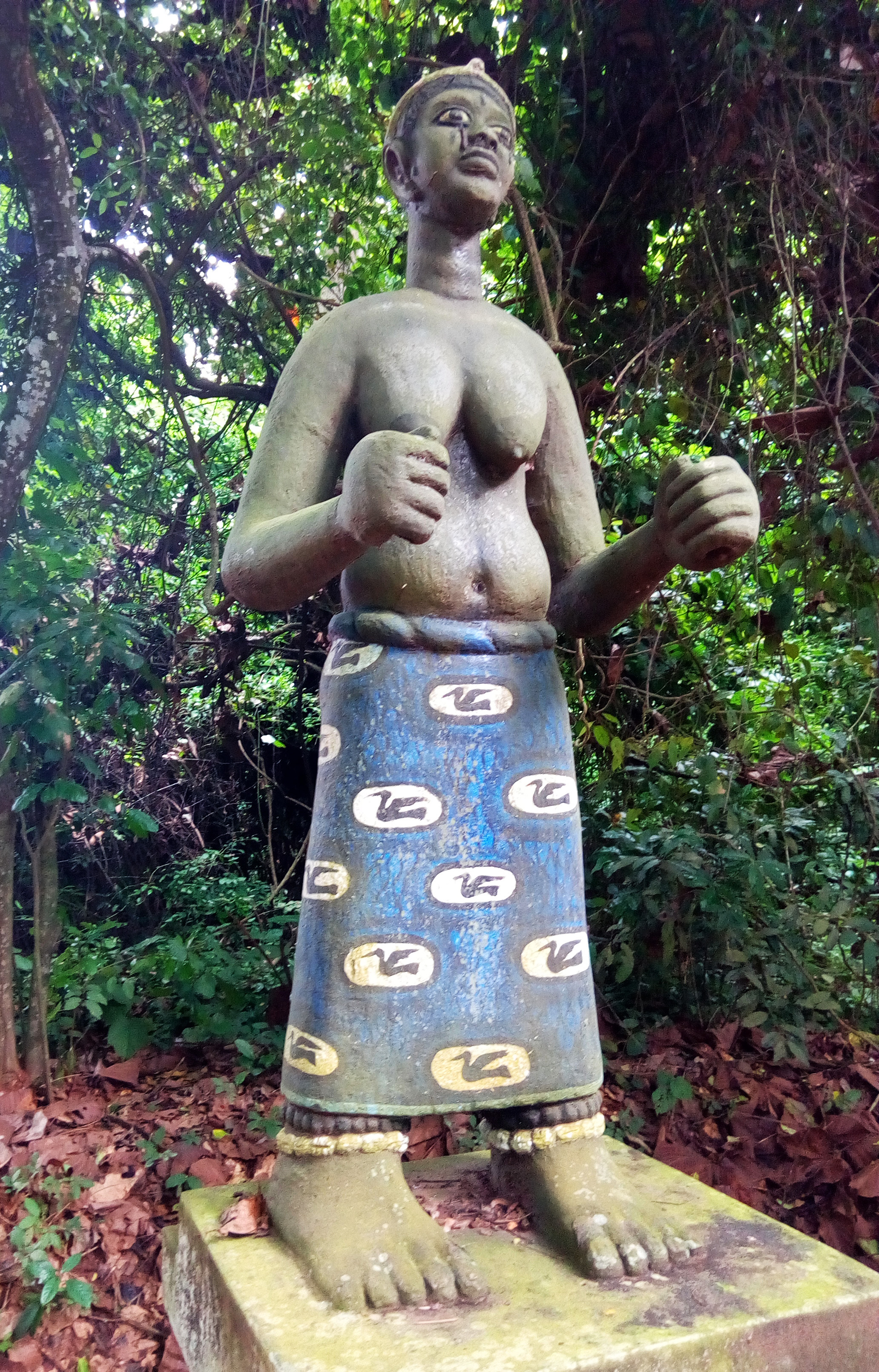
Statue de sakpatasi dans la forêt sacrée de Kpassè.

Les adeptes – hommes ou femmes – portent le nom de sakpatasi. Ils chantent, parfois avec une pointe d'insolence à l'égard du pouvoir ou des spectateurs, dansent, sautent et se roulent dans la poussière.

## Origines du vodoun Sakpata

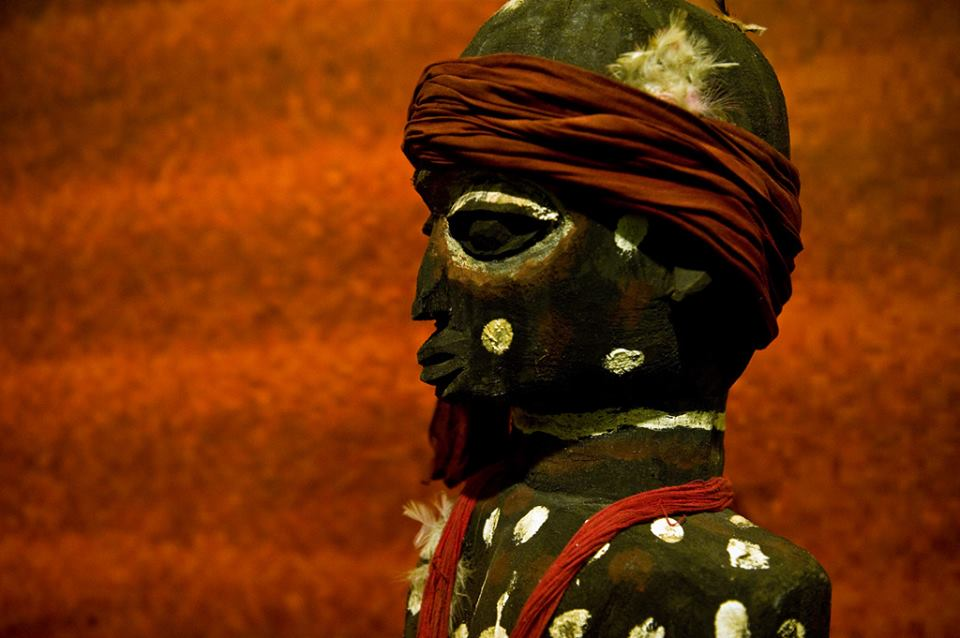
Divinité Sakpata.

Dans une étude publiée en 2013, le professeur Mahougnon Kakpo fait le point sur les recherches concernant les origines historiques de Sakpata. Selon lui, sa présence au Bénin est attestée au moins depuis la fin du XVIIe siècle, c'est-à-dire antérieure à celle du Fa (1715). Sakpata y aurait été introduit lors d'un mouvement migratoire en provenance d'Egba, un village d'Abeokuta au Nigeria. Parties avec leurs orishas, ces populations s'installent sur les collines de Dassa-Zoumè et commencent les premières initiations au vodoun Sakpata. 

Au tout début du XVIIIe siècle, des adeptes sont capturés par le roi Akaba. Peu après, une épidémie de variole se déclare, qui emporte aussi le roi en 1708. Sur son corps on découvre les pustules et le bruit court que cette variole aurait été provoquée par un vodoun du pays Idaasha (Dassa-Zoumè). Le culte de Sakpata se propage alors depuis Dassa-Zoumè vers le centre du pays pour atteindre le sud et toute la région côtière. Redoutable, le vodoun n'est pas facilement accepté à Abomey. On craint de le nommer et des litotes sont volontiers utilisées, telles que « Maître de la Terre » ou « Roi des Perles ». 

La royauté se sent menacée dans sa légitimité par les prérogatives de ces adeptes qu'elle ne parvient pas à contrôler. Les souverains décident d'expulser le vodoun et son clergé hors de la capitale. Même à Abeokuta, son foyer d'origine, Sakpata est interdit en 1884, après une épidémie meurtrière. 

Cependant le roi Ghézo autorise le retour du culte à Abomey. Son expansion est alors rapide.

## Panthéon vodoun
Vodoun de lignage, Sakpata peut constituer à lui seul tout un panthéon. On peut ainsi dénombrer une vingtaine de sortes de Sakpata, chacun doté d'une particularité, par exemple Dada Langan (chargé de l’agriculture et de la chasse), Dada Sinji (cuisinier) ou Agbogboji (spécialiste des morts par noyade). C'est à la fois une force bénéfique, symbole de la terre et responsable de la fécondité, mais aussi une puissante force punitive et destructrice, dont l'arme de destruction est principalement la variole ou d'autres maladies, également la sécheresse, le malheur et la mort.
Selon Mahougnon Kakpo, la profondeur du phénomène du vodoun est difficile à appréhender sans maîtriser les langues des peuples concernés et comprendre la philosophie qui le sous-tend. Plutôt qu'une religion, c'est une manière particulière d'être, qui s'appuie sur une cosmogonie hiérarchisée ordonnançant le monde visible et le monde invisible, accompagnée d'un ensemble de rituels spécifiques. Cette compréhension est préalable à celle du vodoun Sakpata en particulier, et du Fa dans lequel il trouve son origine.

## Iconographie

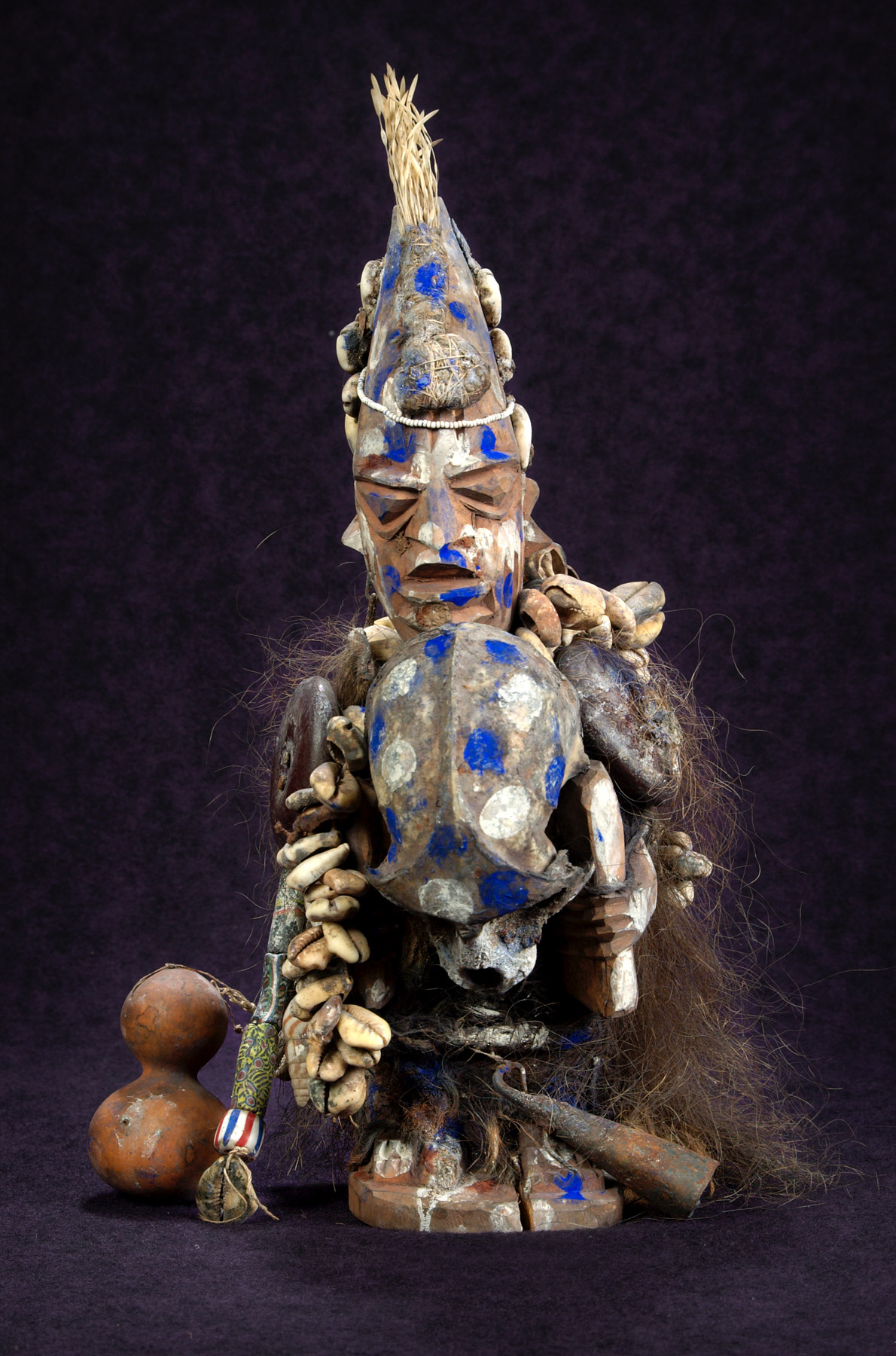
Statuette Sopona réalisée en 1969 par un guérisseur traditionnel dans le cadre d'un congrès de l'OMS pour l'éradication de la variole.

Les objets liés au culte de Sakpata sont souvent eux-mêmes porteurs de signes évoquant la maladie éruptive, tels que :
- une statuette féminine en bois (avant 1880[9]), représente une adepte agenouillée qui tient sur sa tête une coupe destinée aux offrandes ; sa peau est peinte de points blancs évoquant la variole [10].
- une autre statuette féminine en terre cuite polychrome (avant 1931[11]) représente une féticheuse de la variole. Buste nu et vêtue d'un long pagne blanc, elle est parée de bandes de cauris[12].
- un pot à couvercle dédié à Sakpata, en terre cuite polychrome (avant 1933[13]) est moucheté de points blancs qui rappellent le caractère éruptif des maladies envoyées par Sakpata[14].
- une tenture appliquée d'Abomey (avant 1936[15]) met en scène un personnage central, mi-homme mi-singe, dont le corps noir est couvert de taches blanches, marques de la mainmise de Sakpata[10].

## Images

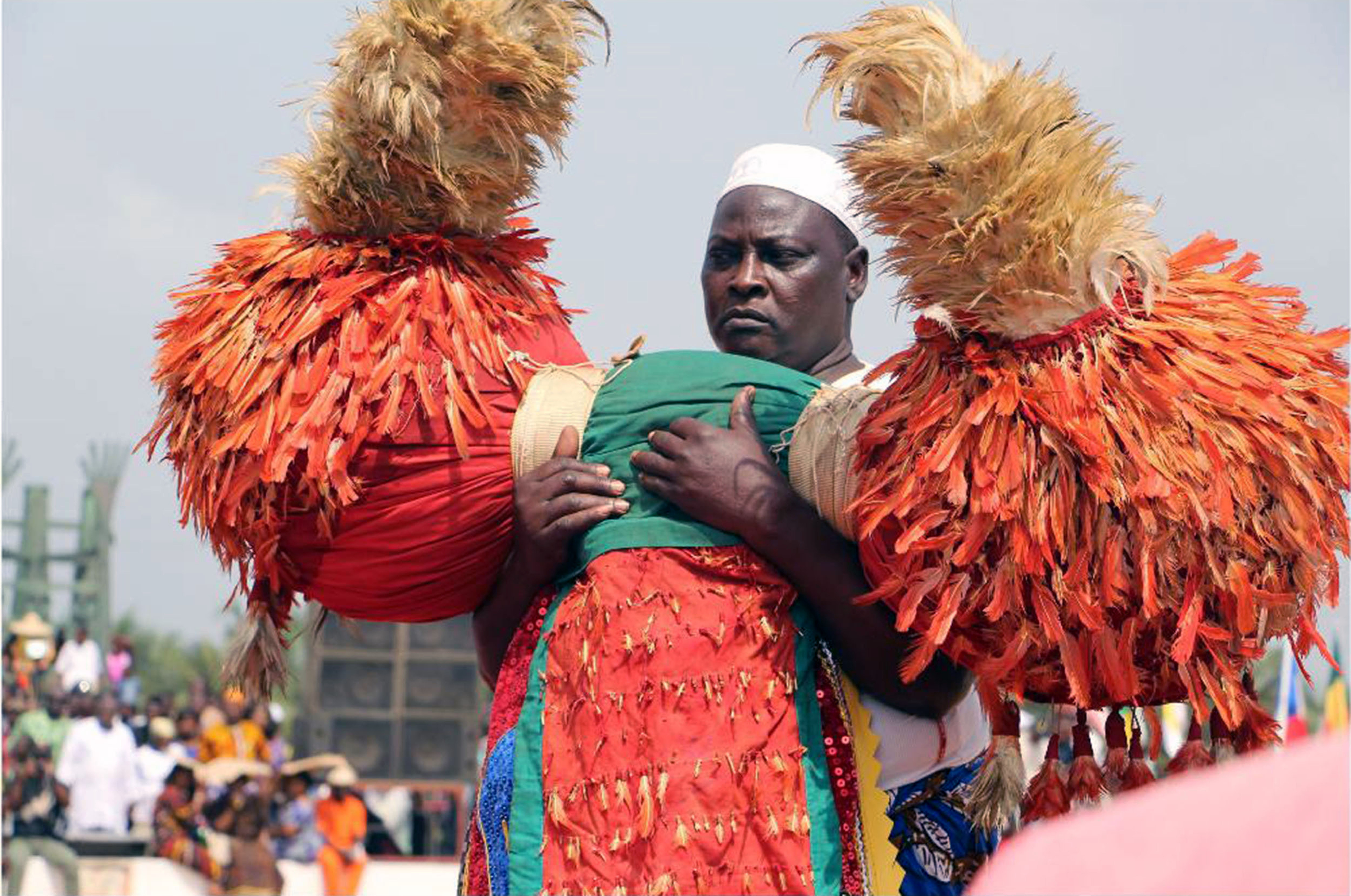
Adepte de Atchina, en lien avec Hébiosso.

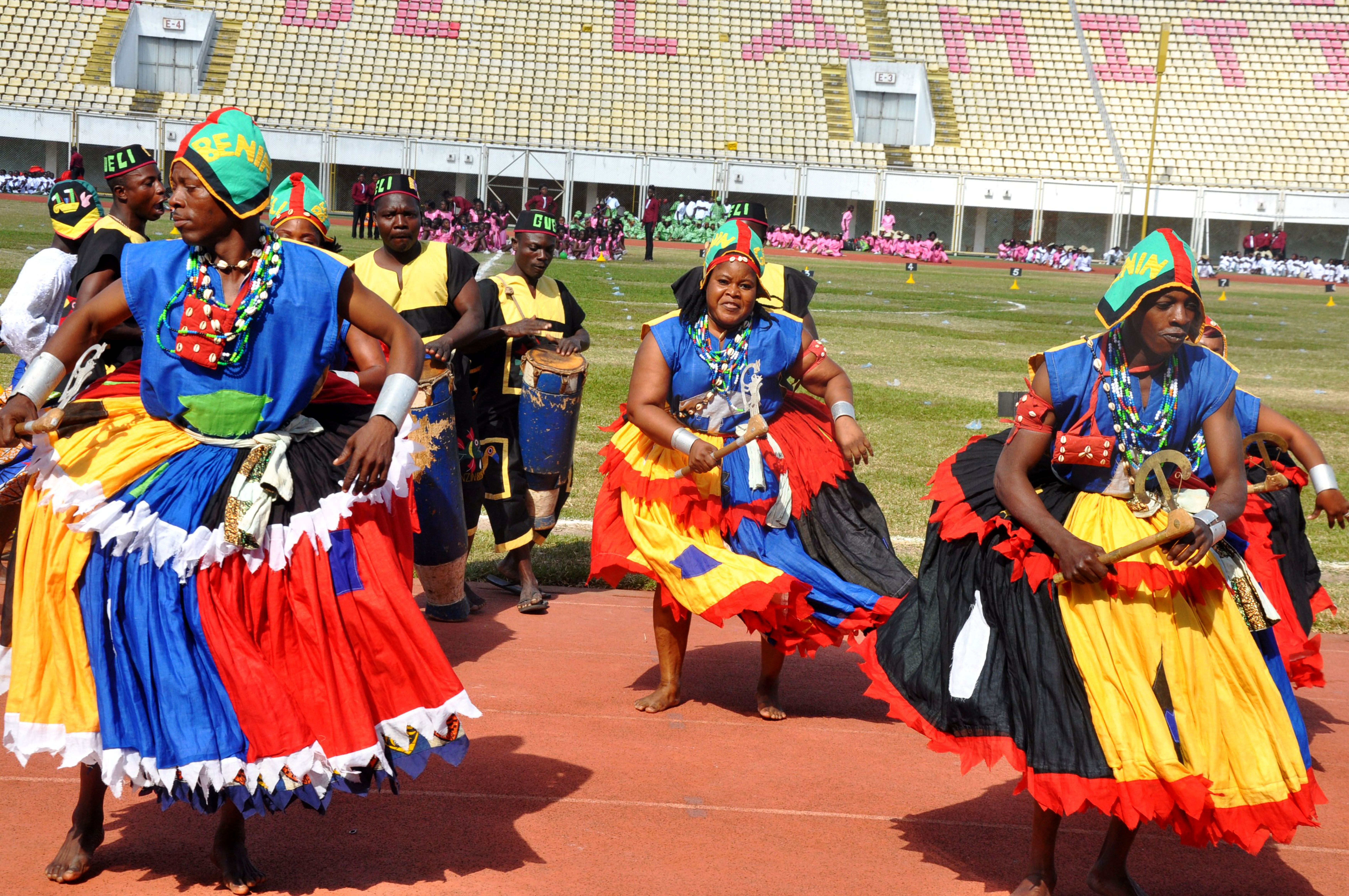
Adeptes du vodoun Sakpata.

### Discographie
En 1958-1959, l'ethnomusicologue Gilbert Rouget a réalisé de nombreux enregistrements sonores (chants, fêtes, cérémonies) liés au vodoun Sakpata.

### Filmographie
En collaboration avec Jean Rouch, Gilbert Rouget a tourné un documentaire de 17 min, Une sortie de novices de Sakpata, dans la région d'Allada les 5, 8 et 9 février 1959 (CNRS, 1963, vidéo en ligne )